# Вулиця Гната Хоткевича (Київ)
Ву́лиця Гна́та Хотке́вича — вулиця в Дніпровському і Деснянському районах міста Києва, житловий масив Соцмісто. Пролягає від Броварського проспекту до Азербайджанської вулиці.
Прилучаються вулиці Гетьмана Павла Полуботка, Краківська, проспект Леоніда Каденюка, вулиця Вінстона Черчилля, Херсонський провулок, бульвар Верховної Ради, провулки Гната Хоткевича, Фінський і вулиця Павла Усенка. На своєму початку сполучена шляхопроводом з Чернігівською площею.
Є частиною Малої окружної дороги.

## Історія
Вулиця виникла у 1950-х роках під назвою 647-ма Нова. У 1953 році отримала назву Червоногвардійська, на честь Червоної гвардії.
Сучасна назва на честь українського письменника, історика, бандуриста, композитора та мистецтвознавця Гната Хоткевича — з 2016 року.

## Установи та заклади
- Дарницька теплоелектроцентраль (буд. № 20);
- Інститут відновлюваної енергетики НАН України (буд. № 20-а).

## Зображення

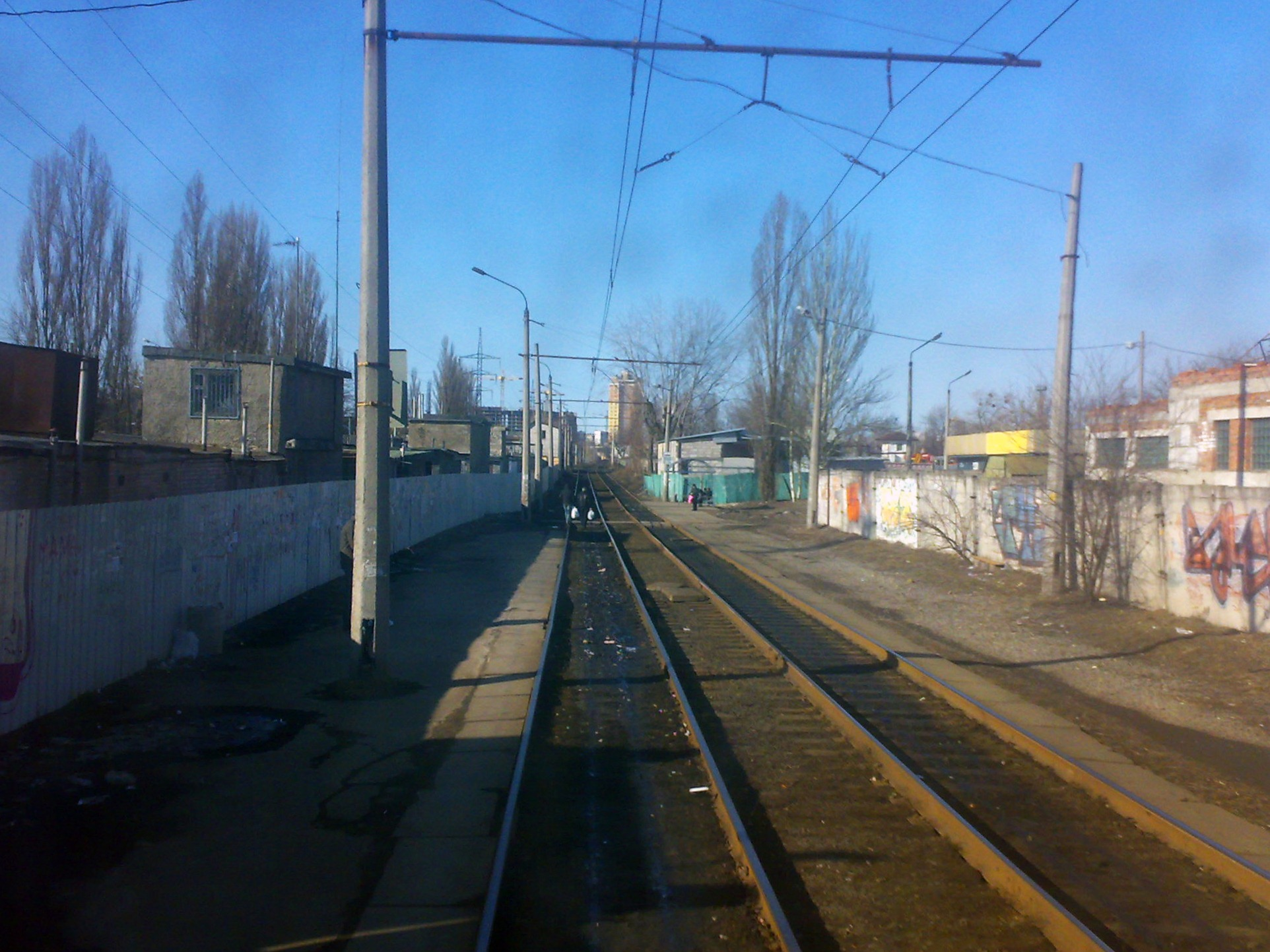
Трамвайна лінія
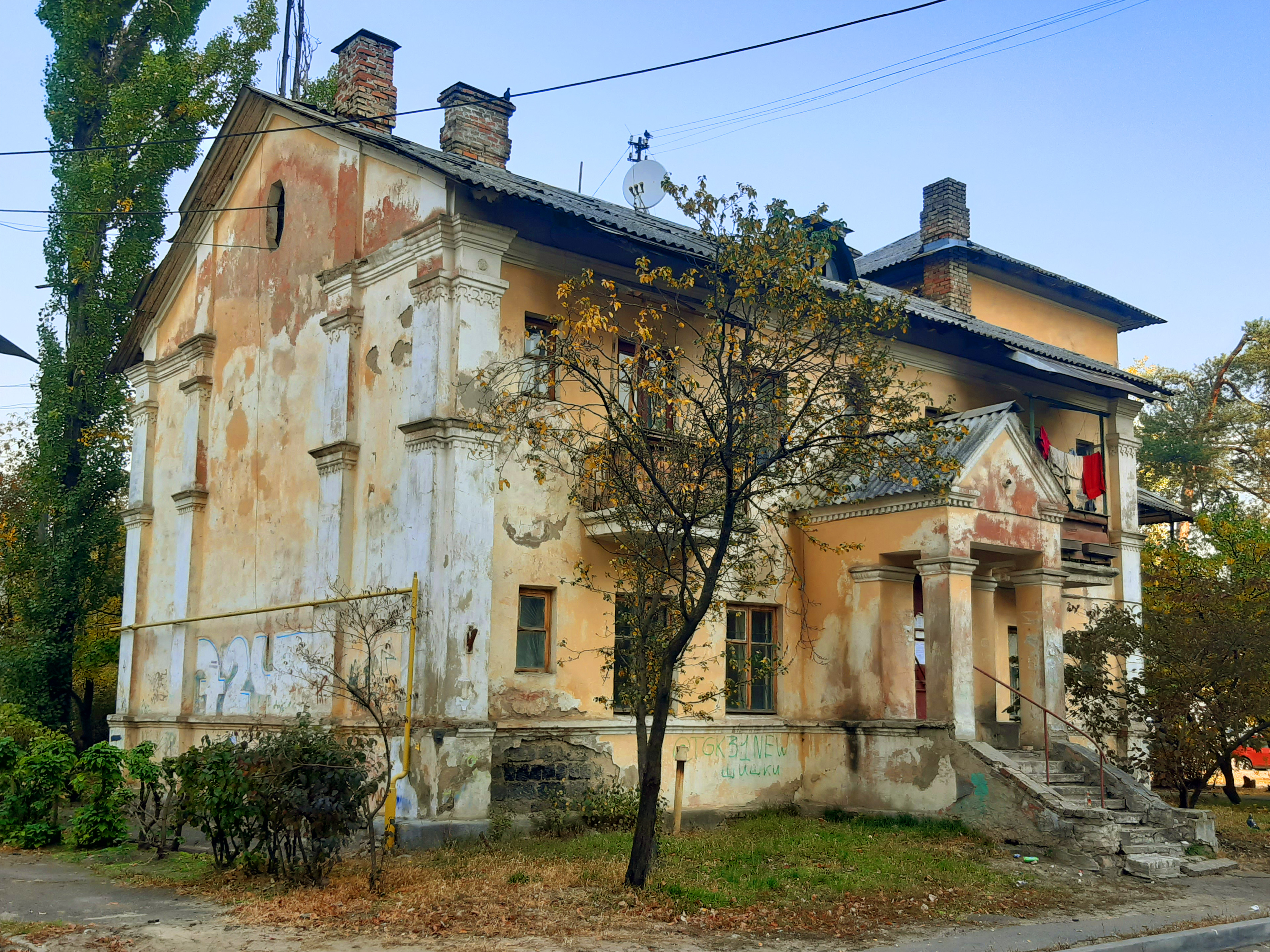
Будинок № 4
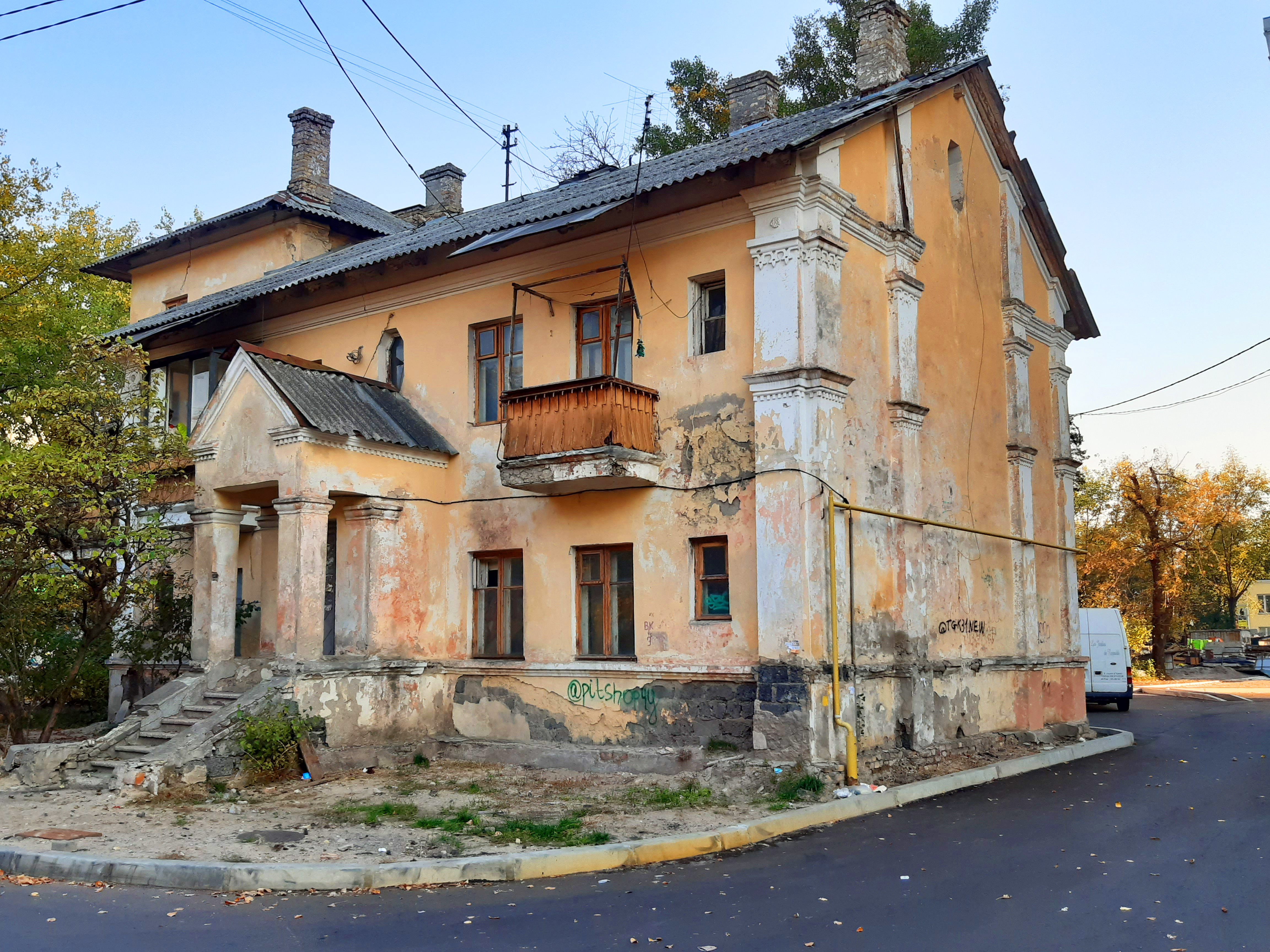
Будинок № 6
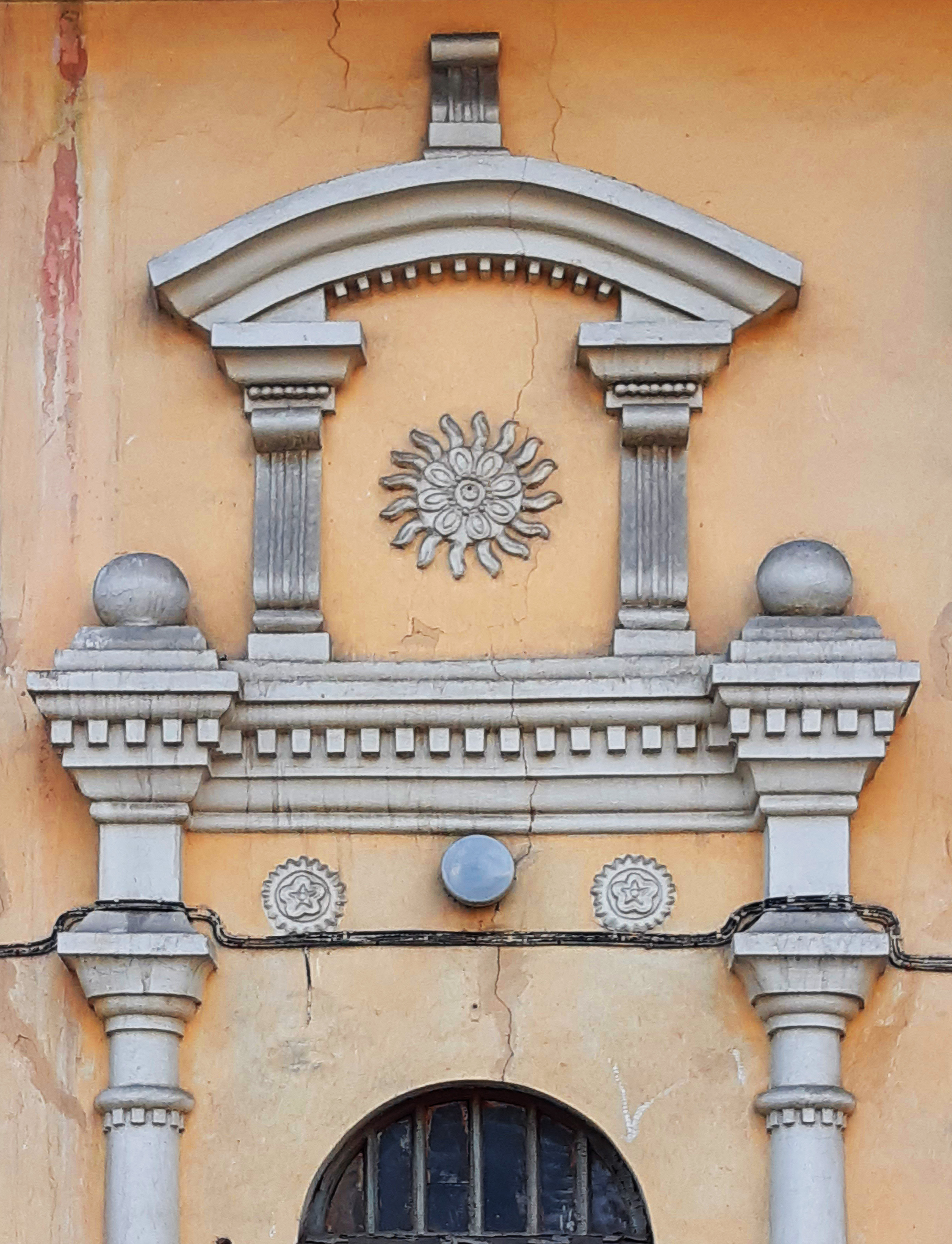
Декор будинку № 6
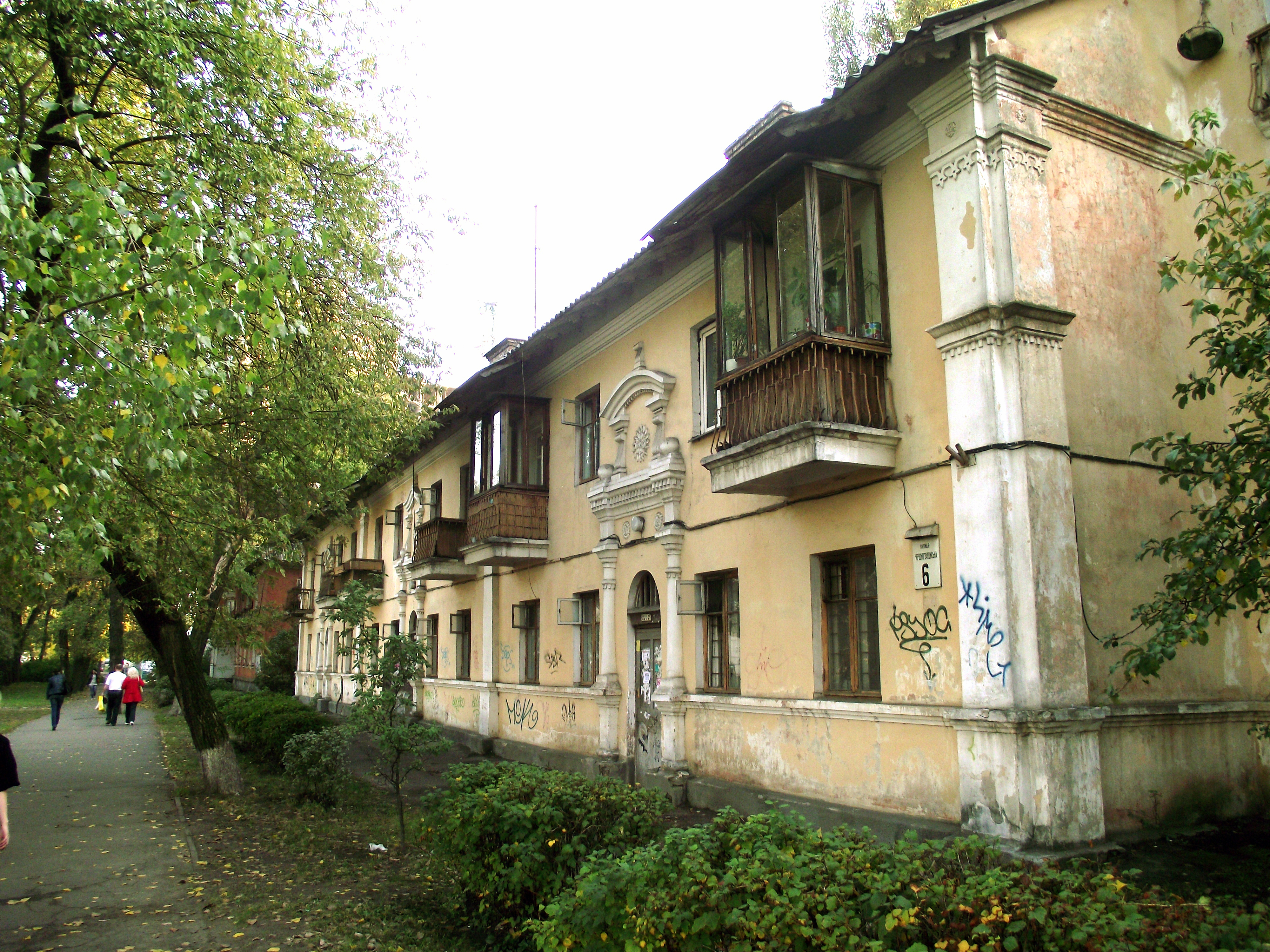
Будинок № 6. Фасад
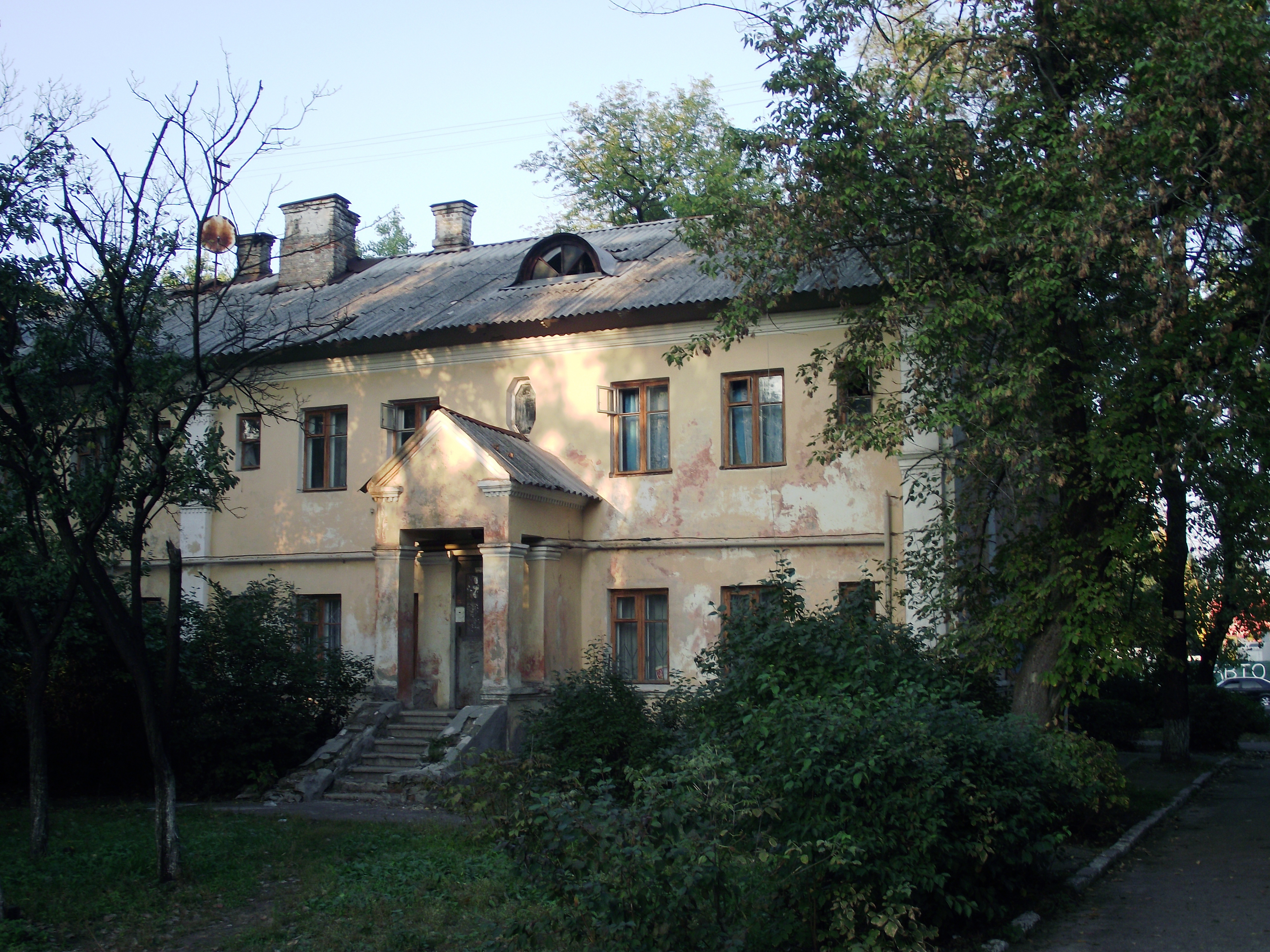
Будинок № 6. Вхід з двору
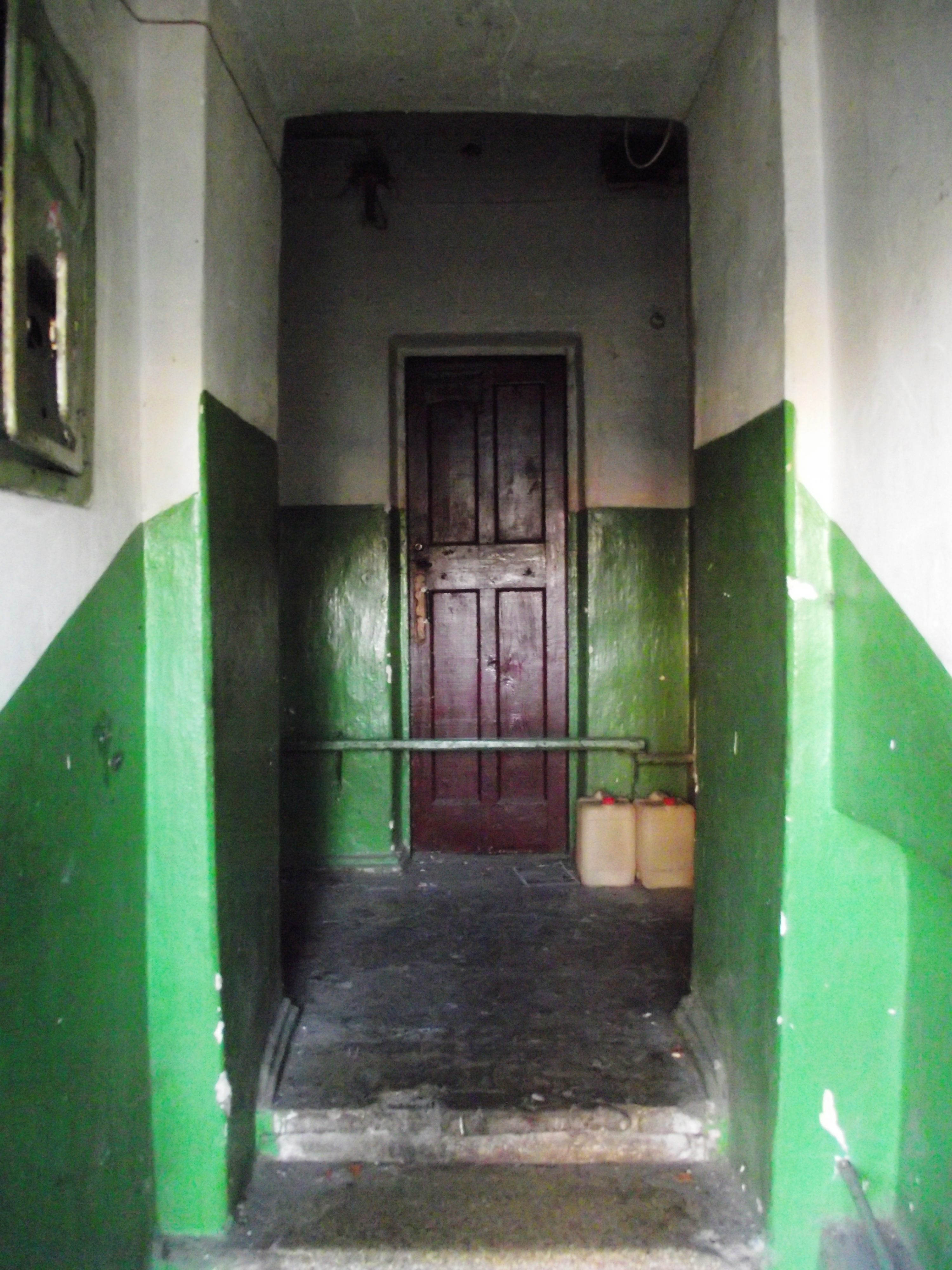
Будинок № 6. Вхід з вулиці
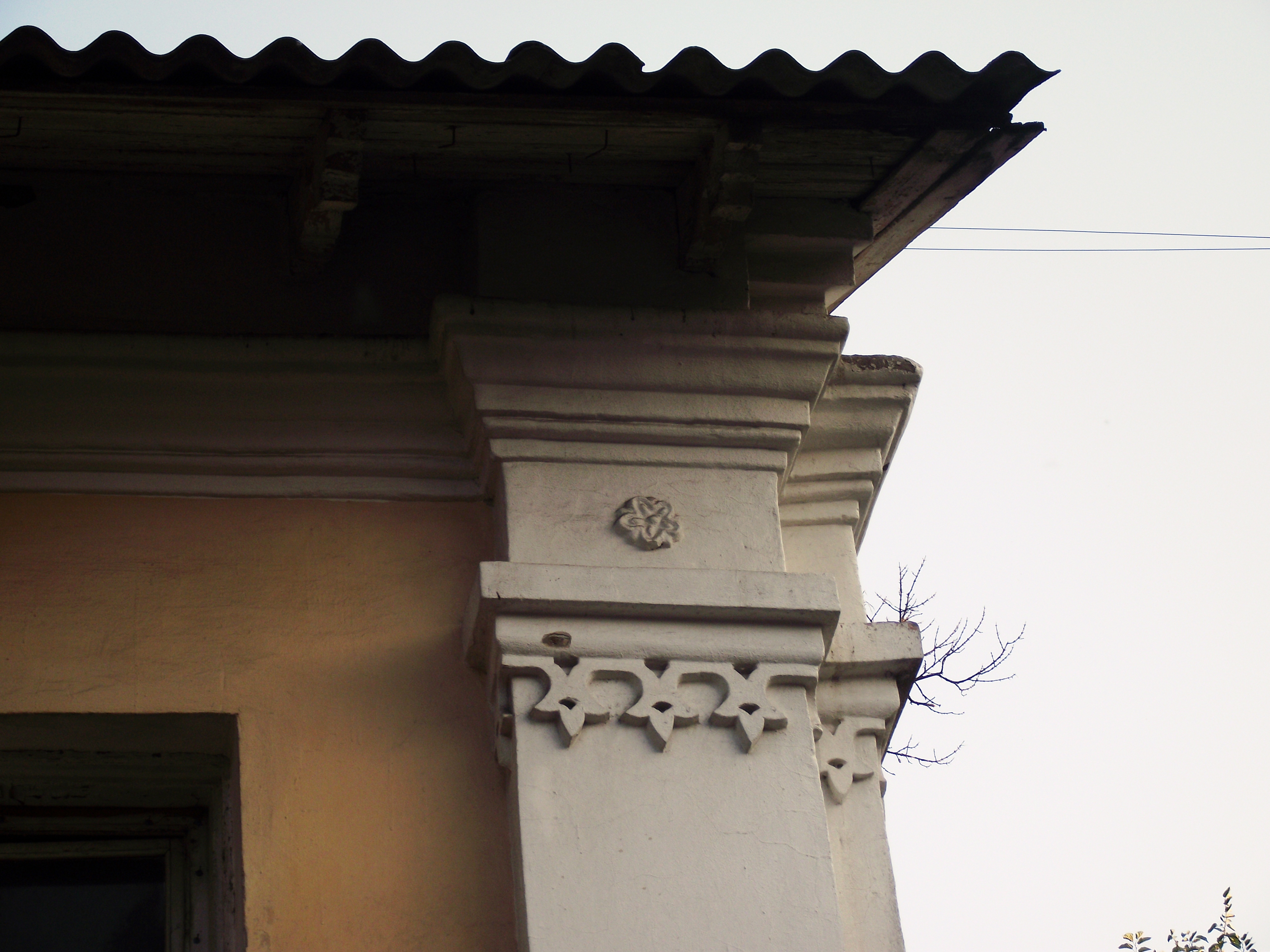
Будинок № 6. Капітель пілястра
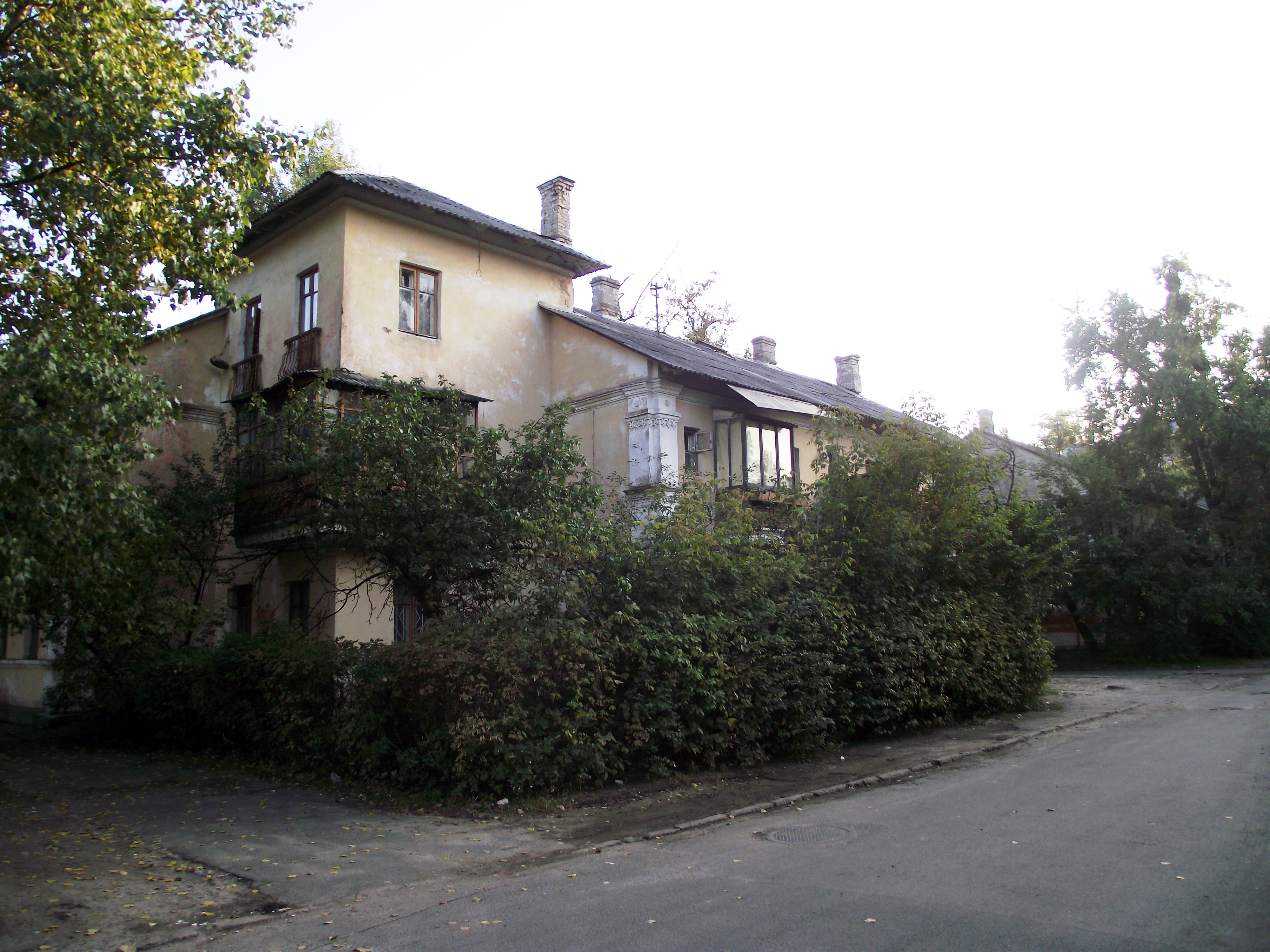
Будинок № 6а. Житловий дім
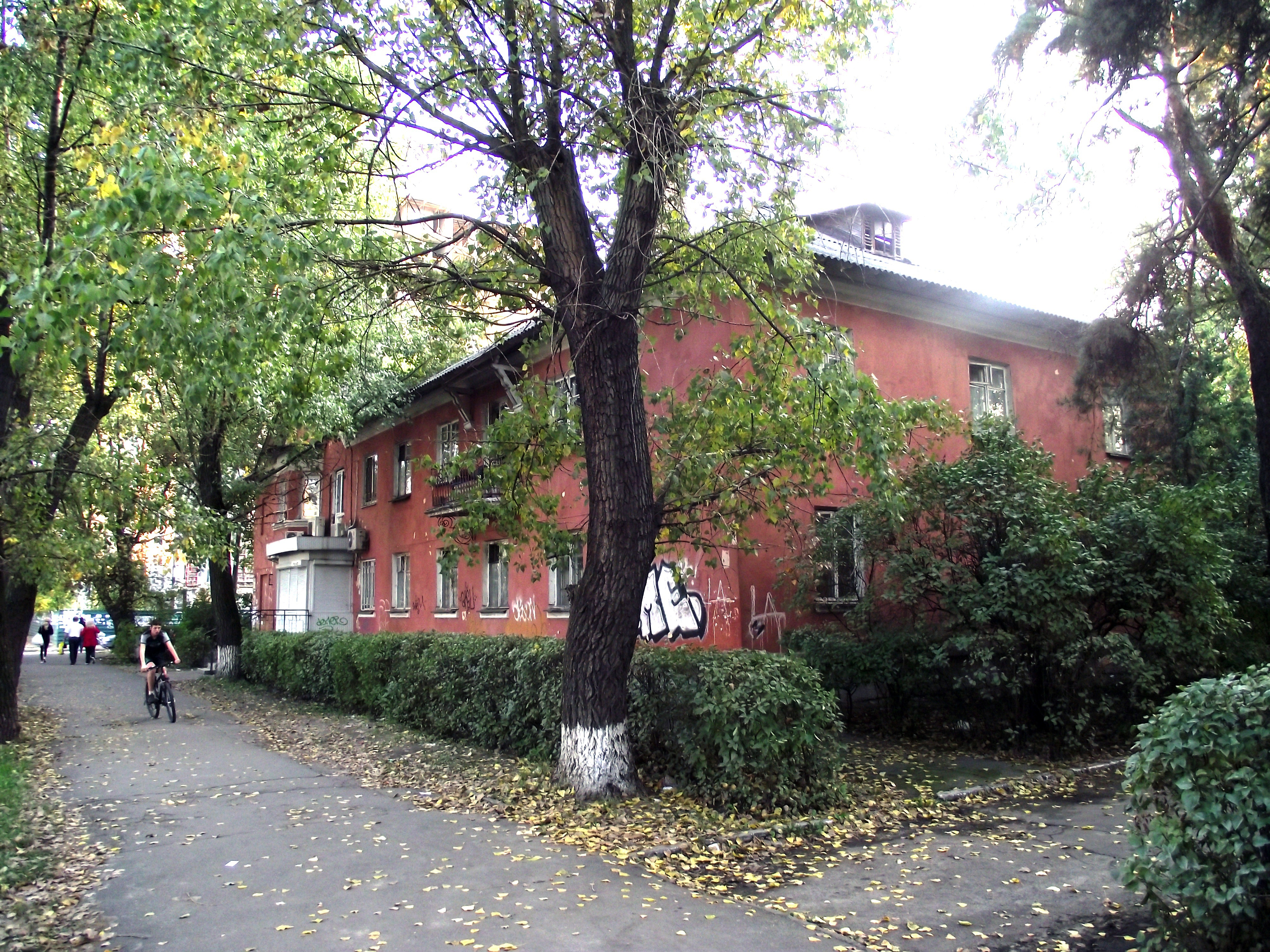
Будинок № 8. Житловий дім
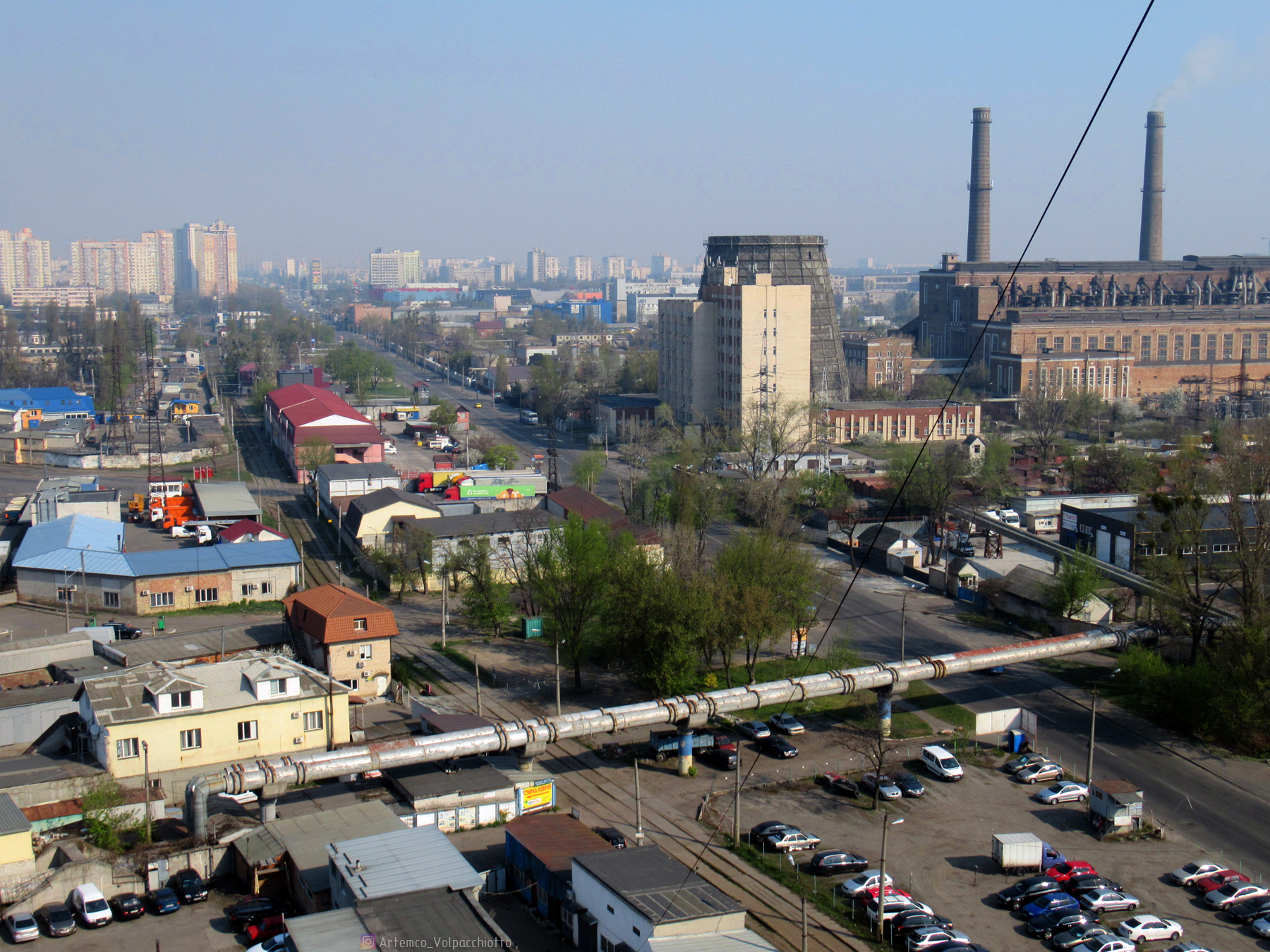
кінець вулиці у промрайоні Дніпровський з паралельною трамвайною лінією